# Inge Jonsson

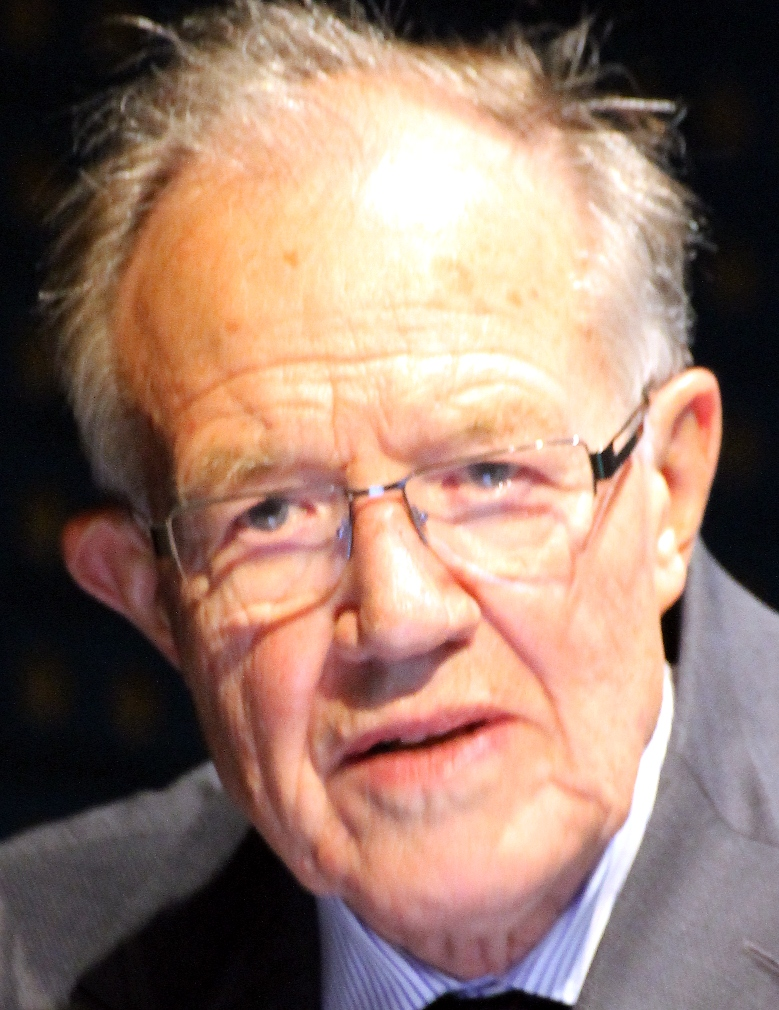
Inge Jonsson (2013)

Inge Jonsson (* 7. November 1928 in Stockholm; † 31. Januar 2020) war ein schwedischer Autor, Literaturkritiker und Leiter der Akademie Samfundet De Nio.
Jonsson wurde 1961 Dozent für Literaturgeschichte und Poesie und erhielt seinen Doktorgrad Ph. D. für eine Abhandlung zu Emanuel Swedenborg. 1973 wurde er Professor für Literaturwissenschaften an der Universität Stockholm. 1978 wurde er Dekan und 1988 Rektor der historisch-philosophischen Sektion an derselben Einrichtung. Er war Mitglied der königlichen Akademie für schöngeistige Literatur (Kungliga Vitterhets Historie och Antikvitets Akademien) und von 1999 bis 2001 deren Vorsitzender. 1988 wurde er Mitglied der Europäischen Akademie der Wissenschaften und Künste und 1989 ordentliches Mitglied der Academia Europaea.
Weiterhin war er Mitglied der Norwegischen Akademie der Wissenschaften, der Königlich Schwedischen Akademie der Wissenschaften und der schwedischen Kriegsakademie.
Jonsson war ab 1976 Mitglied der Samfundet De Nio („Gemeinschaft der Neun“) und ab 1988 Leiter dieser Akademie. Seit 1994 war er von seiner Professur emeritiert.

## Schriften (Auswahl)
- Swedenborgs skapelsedrama De cultu et amore Dei 1961
- Swedenborgs korrespondenslära 1969
- Emanuel Swedenborg 1971
- Ideer och teorier om ordens konst 1971
- Vad händer med svenska språket 1976
- Maktens verktyg 1978
- Språken i vårt språk 1980
- I symbolens hus 1983
- Tal på Övralid 1984, 1984
- Den sköna lögnen 1986
- Humanistiskt credo 1988
- Vitterhetsakademien 1753–2003, 2003